# Pacuvius
Sauf précision contraire, les dates de cet article sont sous-entendues « avant l'ère commune » (AEC), c'est-à-dire « avant Jésus-Christ ».
Marcus Pacuvius (né à Brundisium le 29 avril 220 av. J.-C., mort à Tarentum le 7 février 130 av. J.-C.) est un dramaturge et poète romain.
Né dans la zone culturelle gréco-osque, il migra à Rome dans sa jeunesse, où il entreprit une activité de peintre et de poète. Pacuvius était l'élève et le neveu d'Ennius, par qui la tragédie romaine s'éleva pour la première fois à une position d'influence et de dignité. Entre la mort de son maître, en 169, et l'avènement de Lucius Accius, le plus jeune, mais aussi probablement le plus productif des poètes tragiques, Pacuvius fut le continuateur des drames sérieux et du style d'Ennius. Comme Ennius, Pacuvius, né à Brundisium, qui devint colonie romaine en 244, soit près de vingt-quatre ans avant sa naissance, est d'origine osque. Il fut l'ami de Laelius, et il fréquenta le Cercle des Scipions.
Pacuvius fit représenter sa première pièce en 199. Il écrivit de nombreuses comédies et des satires, mais ce sont surtout ses tragédies qui le rendirent célèbre. On connaît le titres de treize d'entre elles, dont Paulus. Énergie et grandeur, telle est la vision de Pacuvius, qui recherche la passion et la volonté de ses personnages. Seulement, son style est lourd, sa langue reste embrouillée, en voulant retransmettre en latin ce qu'il trouvait dans la langue grecque.

## Biographie
Marcus Pacuvius est né en 220 à Brundisium dans une région de culture grecque. Il est issu d'une famille d'origine osque. De telles origines semblent effectivement être confirmées par son nom Pacuvius, lui-même osque, et par certaines particularités linguistiques que l'on retrouve dans ses œuvres. Sa mère, selon le témoignage de Pline l'Ancien était la sœur du célèbre poète et dramaturge Ennius ; le témoignage de Jérôme de Stridon, selon lequel Pacuvius serait le fils de la fille d'Ennius et donc petit-fils du poète, est lui probablement erroné.
Pacuvius s'est formé grâce aux influences de son oncle et maître Ennius, duquel il hérita les idées philosophiques et les tendances rationnelles. Il exerça la profession de dramaturge et de peintre à Rome où il arriva en 204.
D'après le témoignage de Cicéron, il noua un solide lien d'amitié avec l'aristocrate du Cercle des Scipions Caius Laelius Sapiens ; cependant, cette information est peut-être une fiction littéraire élaborée a posteriori par Cicéron afin d'enrichir la tractation prononcée par Laelius dans son De amicitia. La poétique de Pacuvius, haute en couleur et riche de références mythologiques, était assez éloignée de la doctrine proposée par le cercle des Scipions qui tentait de diffuser une littérature proche de la vie réelle et privilégiant la personne humaine.
Pacuvius était encore actif en 140 quand, à l'âge de quatre-vingts ans, il composa une tragédie qui mit en scène en complétion, le jeune Lucius Accius, qui s'affirmait alors et qui après la mort de Pacuvius deviendra le plus important dramaturge en activité à Rome,.
Peu de temps après, Pacuvius, malade, est contraint de se retirer à Tarentum, où vers l'an 135, il reçoit la visite d'Accius qui s'apprêtait à partir en voyage en Asie,. En cette occasion, selon les écrits de Aulu-Gelle, le jeune auteur lut à l'ancien le texte de son œuvre Atrée :
| « Quibus otium et studium fuit vitas atque aetates doctorum hominum quaerere ac memoriae tradere, de M. Pacuvio et L. Accio tragicis poetis historiam scripserunt huiuscemodi: Cum Pacuvius inquiunt grandi iam aetate et morbo corporis diutino adfectus Tarentum ex urbe Roma concessisset, Accius tunc haut parvo iunior proficiscens in Asiam, cum in oppidum venisset, devertit ad Pacuvium comiterque invitatus plusculisque ab eo diebus retentus tragoediam suam, cui Atreus nomen est, desideranti legit. Tum Pacuvium dixisse aiunt sonora quidem esse, quae scripsisset, et grandia, sed videri tamen ea sibi duriora paulum et acerbiora. Ita est, inquit Accius uti dicis; neque id me sane paenitet; meliora enim fore spero, quae deinceps scribam. Nam quod in pomis est, itidem inquit esse aiunt in ingeniis; quae dura et acerba nascuntur, post fiunt mitia et iucunda; sed quae gignuntur statim vieta et mollia atque in principio sunt uvida, non matura mox fiunt, sed putria.Relinquendum igitur visum est in ingenio, quod dies atque aetas mitificet. » | « Ceux qui ont eu le loisir et le goût d'étudier et de transmettre à la mémoire la vie des savants illustres et leurs actions les plus remarquables, ont rapporté l'anecdote suivante sur les deux poètes tragiques M. Pacuvius et L. Attius. Pacuvius, parvenu à un âge avancé et affecté par des infirmités naturelles, avait quitté Rome pour se fixer à Tarente. Attius, qui était beaucoup plus jeune, arriva dans cette ville au moment de partir pour l'Asie ; il alla visiter Pacuvius, et, cédant à sa bienveillante invitation, il passa quelques jours auprès de lui, et consentit à lire sa tragédie d'Atrée. Pacuvius en trouva, dit-on, les vers sonores et pleins de noblesse, mais un peu durs et âpres. « Votre critique est juste, dit Attius, mais je ne me repens pas de cette faute ; j'espère, en effet, faire mieux à l'avenir. On dit qu'il en est des talents comme des fruits : ceux qui naissent maigres et âpres deviennent doux et suaves ; ceux, au contraire, qui sont, dès le principe, mous et tendres, ne mûrissent pas, mais pourrissent promptement. Laissons donc à l'esprit une certaine raideur, que l'âge et le temps sauront bien adoucir. » |

Cette anecdote mettant en lumière l'orgueil d'Accius, qui défend son œuvre et attaque de façon détournée celle de son rival n'est probablement pas authentique, car elle est semblable à l'épisode raconté par Suétone dans Vita Terentii, selon laquelle le jeune auteur Térence aurait lu son Andria à l'ancien Caecilius Statius.
Retiré à Tarentum, Pacuvius mourut à l'âge de 90 ans, vers l'an 130,. Selon Aulu-Gelle, il composa lui-même le texte de l'épitaphe qui fut gravée sur sa stèle tombale
| « Adulescens, tametsi properas, hoc te saxum rogat, ut sese aspicias, deinde quod scriptum est legas : hic sunt poetae pacuvi marci sita ossa. Hoc volebam nescius ne esses. ValeH. » | « Jeune homme, quelque pressé que tu sois, ce marbre t’appelle, approche et lis : Ici repose le poète Pacuvius. C’est ce que je voulais t’apprendre. Adieu. » — Aulu-Gelle, Nuits attiques [détail des éditions] (lire en ligne), I, 24, 4 (trad. Chaumont, Flambart et Buisson). |

L'authenticité de cette épitaphe est néanmoins douteuse. Aulu-Gelle en trouva le texte dans l'œuvre de Varron De poetis, avec les textes qui auraient orné les stèles des tombes Gneus Nevius et Plaute. Mais dans son œuvre, à aucun moment il ne fait allusion à une quelconque visite personnelle de ces tombes, donc il est impossible de savoir avec certitude si les épitaphes étaient véritablement inscrites ou seulement rapportées.

## Œuvres
Pacuvius est probablement le premier auteur latin à s'être spécialisé dans le genre de la tragédie.
Selon divers témoignages de grammairiens comme Diomède et Pomponius Porfirionus, dont la validité est douteuse, Pacuvius aurait été auteur de Satires, semblables à celles d'Ennius, mais qui auraient eu moins de succès et d'importance marginale.
De son œuvre littéraire nous sont parvenus environ 365 fragments totalisant environ 400 vers,. Il est l'auteur d'une douzaine de tragédies à cothurnes et d'une praetexta (Paulus),.
Ces cothurnes, développés pour la plupart à partir d'originaux grecs aujourd'hui perdus de tragédies d'Eschyle, Sophocle et Euripide, traitaient souvent de thèmes afférents aux cycles mythiques troyen (Le Jugement des armes, Iliona, Niptra, Teucer et Protesilas, d'attribution incertaine), ou connexes comme Oreste (Chrysès, Oreste esclave, Hermione), thébain (Antiope) et argonautique (Médus) :
- Antiope ou Antiopa (Antiope), tirée d'une œuvre d'Euripide, racontait les histoires de la fille Nyctée, Antiope[8],[16].
- Armorum iudicium (Le Jugement des armes), probablement tiré d'une œuvre d'Eschyle[8], racontait la folie et la mort de Ajax fils de Télamon[16].
- Atalanta (Atalante), traitait des histoires de Atalante[16].
- Chryses (Chrysès), racontait l'histoire du fils d'Agamemnon, Chrysès[16].
- Dulorestes (Oreste esclave), racontait la vengeance d’Oreste sur les assassins de son père Agamemnon[16].
- Hermiona (Hermione), racontait les histoires d'Hermione[16].
- Iliona, racontait l'histoire d'Iliona, Polymnestor et Déipyle (it)[16].
- Medus (Médus), racontait les histoires de Médos, fils de Médée[17].
- Niptra, inspirée d'une œuvre de Sophocle[8], basée sur les histoires d'Ulysse et de son fils avec Circé, Télégonos[17].
- Pentheus (Penthée), racontait l'opposition du roi de Thèbes, Penthée à la diffusion du culte de Dionysos[17].
- Periboea (Péribée), tirée d'une œuvre d'Euripide[8], racontait les histoires de Péribée et Œnée[17].
- Teucer, probablement inspiré d'une œuvre de Sophocle[8], racontait les histoires de Teucros, fils illégitime de Télamon[17].

Paulus (Paul) avait un caractère historique et de célébration, et fut probablement représentée pour la première fois en 168 av. J.-C., à l'occasion de ludi organisés afin de célébrer la victoire de Lucius Aemilius Paullus Macedonicus à Pydna sur le roi de Macédoine Persée,.
.
On peut considérer que compte tenu de la durée de son activité, la production de Pacuvius est plutôt mince. Ceci peut être expliqué en partie par le fait que le dramaturge a probablement consacré une grande partie de son temps à l'art de la peinture, et qu'il soignait particulièrement l'élaboration de ses œuvres.
Pacuvius a puisé son inspiration dans le répertoire du monde hellénique, privilégiant ceux à fond pastoral et idyllique. Il décrit fidèlement les paysages et événements naturels en conférant à ses personnages une force dramatique qui fascinait le public romain et qui était apprécié même par Cicéron.

## Fortune
Le soin que Pacuvius apportait à ses œuvres lui procura une célébrité d'érudit. Cette érudition avait toutefois tendance à se transformer en pédanterie, comme le montrent par exemple les vers de Chryses, dans lequel la description du cosmos et du soleil est interrompue par une parenthèse de réflexion philosophique sur les termes avec lesquels les Grecs et les Romains indiquaient le ciel. Cet état de fait n'handicapait aucunement Pacuvius qui continuait de bénéficier d'un grand succès. La grande diffusion et l'appréciation de ses œuvres témoignent de la « capacité du public romain à apprécier un texte théâtral sérieux ».
En affirmant sa nouvelle poétique liée à l'expérience personnelle, l'auteur satirique Gaius Lucilius, actif au cours de la seconde moitié du IIe siècle av. J.-C., prit ses distances de la poétique tragique d'Ennius, et surtout de ses contemporains Pacuvius et Accius, qui tentaient à son avis de capter le public romain en lui proposant exclusivement des histoires concernant des êtres fantastiques comme des « serpents ailés » ou des « dragons volants » Une telle critique, dictée par des raisons personnelles liées au mode d'exercer l'activité littéraire, n'altère en aucun cas le vaste succès que Pacuvius recueillait parmi ses contemporains.
Cicéron tenait Pacuvius en grande estime : « On peut dire qu'Ennius est le plus grand poète épique ... et Pacuvius le plus grand dramaturge et Caecilius le plus grand poète comique peut-être. » (« licet dicere et Ennium summum epicum poetam ... et Pacuvium tragicum et Caecilium fortasse comicum. »).

### Édition critique des fragments
- (la) Fragmenta poetarum veterum Latinorum, quorum opera non extant: Ennii, Accii, Lucilii, Laberii, Pacuuii, Afranii, Naeuii, Caecilii, aliorumque multorum, a cura di Henri Estienne. [Ginevra]: excudebat Henricus Stephanus, illustris viri Huldrici Fuggeri tipographus, 1564
- (en) Remains of old Latin, 2: Livius Andronicus; Naevius; Pacuvius and Accius, (The Loeb classical library, 314) Cambridge (Mass.)-London 1936 (réimprimé : 1957, 1961 e 1982)
- (it) M. Pacuvius, I frammenti dei drammi; ricostruits et traduits Raffaele Argenio, Turin, 1959
- (la) Giovanni D'Anna, M. Pacuvii Fragmenta, Rome, 1967.
- (it) P. Magno, Teucro, tragédie tirée des fragments de Marcus Pacuvius, Milan, 1976.
- (es) Epica y tragedia arcaicas latinas: fragmentos. Livio Andronico, Gneo Nevio, Marco Pacuvio, texto revisado y traducido por Manuel Segura Moreno, Servicio de Publicaciones de la Universidad de Granada, 1989.
- (la) Luigi Castagna, Quinti Ennii et Marci Pacuvii Lexicon sermonis scaenici, Hildeshem: Olms-Weidmann, 1996

### Littérature critique
- (it) Stefano Raffei SJ, Dissertazione sopra il Crise di Marco Pacuvio, Rome, stampe di Generoso Salomoni, 1770 (lire en ligne).
- (it) Pietro Magno, Marco Pacuvio, Milan, 1977 ;
- (it) William Beare, I Romani a teatro, Rome-Bari, Laterza, 2008 (1re éd. 1986), 293 p. (ISBN 978-88-420-2712-6)
- (it) Giancarlo Pontiggia et Maria Cristina Grandi, Letteratura latina. Storia e testi, Milan, Principato, 1996 (ISBN 978-88-416-2188-2)